# يان لاشتوفكا
يان لاشتوفكا (بالتشيكية: Jan Laštůvka)‏ (مواليد 7 يوليو 1982 في هافيروف، تشيكوسلوفاكيا) لاعب كرة قدم تشيكي يجيد اللعب في مركز حارس المرمى ويلعب حاليا في دنيبرو دنبيروبيتروفسك الأوكراني منذ 2009.

## روابط خارجية
- يان لاشتوفكا على موقع الاتحاد الدولي (مؤرشف)  (الإنجليزية)
- يان لاشتوفكا على موقع الاتحاد الأوربي (الإنجليزية)
- يان لاشتوفكا على موقع الاتحاد التشيكي (الإنجليزية)
- يان لاشتوفكا على موقع اتحاد أوكرانيا (الإنجليزية)
- يان لاشتوفكا على موقع قاعدة بيانات كرة القدم.إي يو (الإنجليزية)
- يان لاشتوفكا على موقع ناشيونال فوتبول تيمز (الإنجليزية)
- يان لاشتوفكا على موقع Soccerbase.com (لاعب) (الإنجليزية)
- يان لاشتوفكا على موقع Soccerway.com (الإنجليزية)
- يان لاشتوفكا على موقع عالم كرة القدم.نت (الإنجليزية)
- يان لاشتوفكا على موقع AS.com (الإسبانية)